# This Time Around (álbum)
| Críticas profissionais | Críticas profissionais |
| Avaliações da crítica  | Avaliações da crítica  |
| Fonte                  | Avaliação              |
| ---------------------- | ---------------------- |
| Allmusic               | [ 1 ]                  |
| Revista Billboard      | Favorável              |
| Entertainment Weekly   | B                      |
| NME                    | (4/10)                 |

This Time Around é o quinto álbum da banda Hanson, lançado em 2000. Recebeu ótimas críticas e elevou a banda para um som mais pesado e mais sério, tendo como destaque as canções: "If Only", "This Time Around", "Save Me" e "Runaway run"

## Faixas
| N.º | Título                  | Duração |  |
| 1.  | "You never know"        | 3:04    |  |
| 2.  | "If Only"               | 4:30    |  |
| 3.  | "This time around"      | 4:17    |  |
| 4.  | "Runaway run"           | 3:40    |  |
| 5.  | "Save Me"               | 3:40    |  |
| 6.  | "Dying to be alive"     | 4:37    |  |
| 7.  | "Can't stop"            | 4:42    |  |
| 8.  | "Wish that I was there" | 3:32    |  |
| 9.  | "Love song"             | 4:06    |  |
| 10. | "Sure about it"         | 3:27    |  |
| 11. | "Hand in hand"          | 4:37    |  |
| 12. | "In the city"           | 3:27    |  |
| 13. | "A song to sing"        | 3:35    |  |